# Mats Jonasson

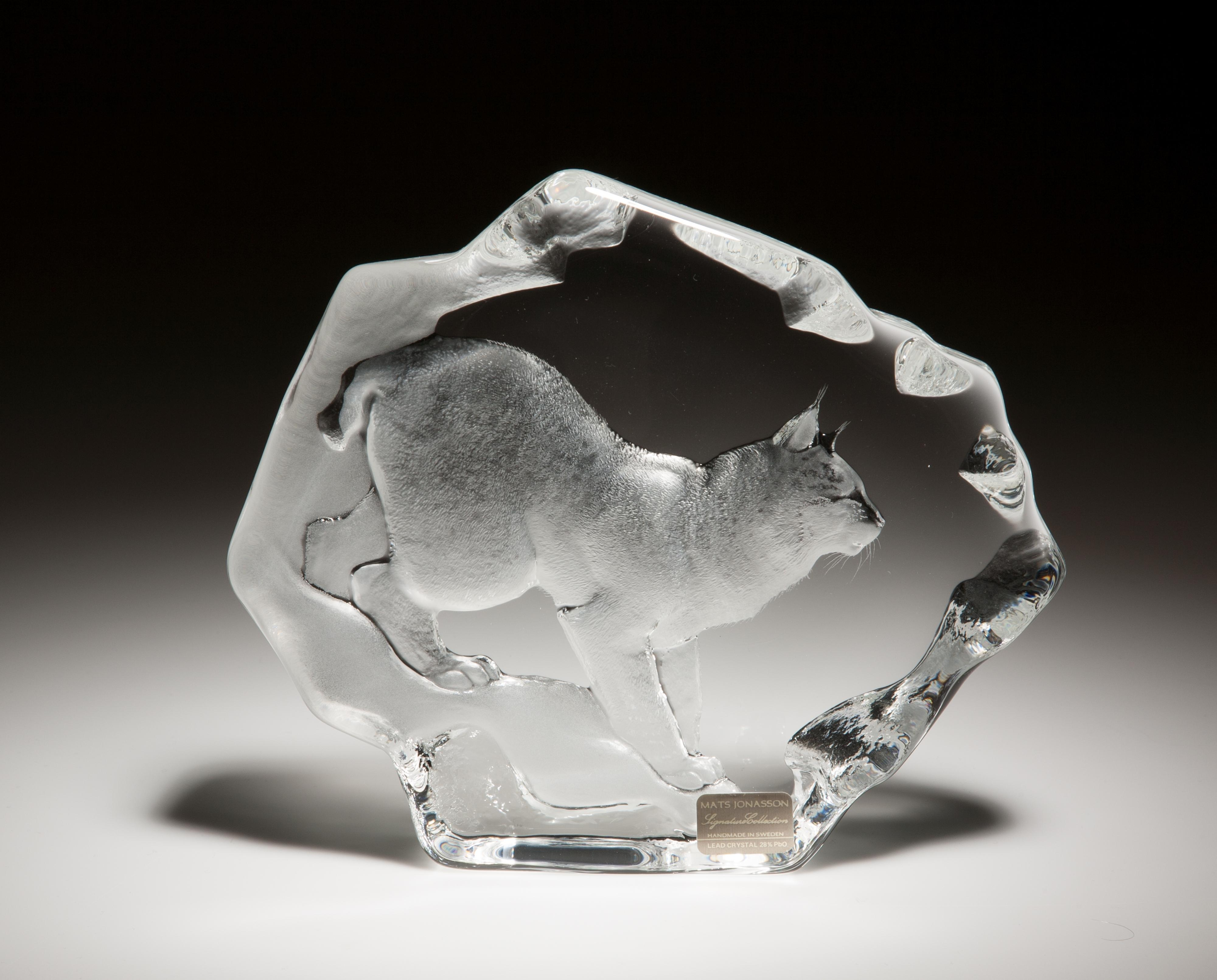
Glasblock Lodjur, signature collection av Mats Jonasson 1986 för Målerås glasbruk

Mats Gunnar Jonasson, född 1945 i Målerås, är en svensk glasformgivare och tecknare.
Hans talang som tecknare uppmärksammades redan under hans tonår och efter avslutad skolgång började han arbeta som glasgravörlärling vid glasbruket 1959. Han har blivit känd för sina graverade kristallglasskulpturer från Målerås glasbruk där han har dekorerat föremålen med motiv från flora och fauna.